# Пионер компьютерной техники
Медаль «Пионер компьютерной техники» (англ. Computer Pioneer Award) — самая престижная награда Компьютерного общества IEEE, учреждена в 1981 году. Вручается за выдающиеся достижения в компьютерных науках, притом основной вклад должен быть совершён более 15 лет назад.
Медаль выполнена из бронзы, на аверсе медали выполнен барельеф Чарльза Бэббиджа, на реверсе — формула награждения[уточнить].

## Лауреаты
| Год  | Лауреат                           | Обоснование награды |
| ---- | --------------------------------- | --- |
| 1981 | Джеффри Чуан Чу                   | Оригинальный текст (англ.)For his early work in electronic computer logic design. |
| 1982 | Артур Бёркс                       | Оригинальный текст (англ.)For his early work in electronic computer logic design. |
| 1982 | Гарри Хаски                       | за SWAC, один из первых компьютеров |
| 1984 | Willem van der Poel               | за компьютер ZEBRA |
| 1984 | Nathaniel Rochester               | за архитектуру машин IBM 702 |
| 1984 | Николас Метрополис                | за решение проблем атомной энергии на компьютере ЭНИАК |
| 1984 | Jerrier A. Haddad                 | за его вклад в проект машин IBM 701 |
| 1984 | Атанасов, Джон Винсент            | за создание ABC — одной из первых ЭВМ |
| 1985 | Heinz Zemanek                     | за компьютер Mailüfterl и компьютерные языки |
| 1985 | David John Wheeler                | Оригинальный текст (англ.)For assembly language programming. |
| 1985 | Сазерленд, Айвен                  | за графическую программу Sketchpad |
| 1985 | Перлис, Алан Джей                 | за работы по языкам программирования |
| 1985 | Маккарти, Джон                    | за LISP и работы по искусственному интеллекту |
| 1985 | Кемени, Джон                      | за BASIC |
| 1986 | Cuthbert Hurd                     | Оригинальный текст (англ.)For contributions to early computing. |
| 1986 | Наур, Питер                       | Оригинальный текст (англ.)For computer language development. |
| 1986 | James H. Pomerene                 | Оригинальный текст (англ.)For IAS and Harvest computers. |
| 1986 | Ван Вейнгаарден, Адриан           | за Алгол-68 |
| 1987 | Маршиан Хофф                      | за создание первого однокристального микропроцессора |
| 1987 | Robert R. Everett                 | Оригинальный текст (англ.)For Whirlwind. |
| 1987 | Рейнолд Джонсон                   | за RAMAC |
| 1987 | Самуэль, Артур                    | Оригинальный текст (англ.)For Adaptive non-numeric processing. |
| 1987 | Никлаус Вирт                      | за разработку языка Pascal |
| 1988 | Фридрих Людвиг Бауэр              | Оригинальный текст (англ.)For computer stacks. |
| 1989 | Gordon D. Goldstein               | Оригинальный текст (англ.)For his work with the Office of Naval Research and computer R&R beginning in 1946. |
| 1989 | F. Joachim Weyl                   | — |
| 1989 | Marshall C. Yovits                | — |
| 1989 | Mina S. Rees                      | Оригинальный текст (англ.)For the ONR Computer R&D development beginning in 1946. |
| 1989 | Ralph L. Palmer                   | Оригинальный текст (англ.)For the IBM 604 electronic calculator. |
| 1989 | James A. Weidenhammer             | Оригинальный текст (англ.)For high speed I/O mechanisms. |
| 1989 | Джон Кок                          | Оригинальный текст (англ.)For instruction pipelining and RISC concepts. |
| 1990 | Ч. Э. Р. Хоар                     | Оригинальный текст (англ.)For programming languages definitions. |
| 1990 | Werner Buchholz                   | Оригинальный текст (англ.)For computer architecture. |
| 1991 | Томас Курц                        | за BASIC. |
| 1991 | Роберт Флойд                      | Оригинальный текст (англ.)For early compilers. |
| 1991 | Боб Эванс                         | Оригинальный текст (англ.)For compatible computers. |
| 1992 | Энгельбарт, Дуглас                | Оригинальный текст (англ.)For human machine interaction. |
| 1992 | Stephen W. Dunwell                | Оригинальный текст (англ.)For project stretch. |
| 1993 | Willis H. Ware                    | Оригинальный текст (англ.)For the design of IAS and Johnniac computers. |
| 1993 | Килби, Джек                       | за изобретение интегральной схемы |
| 1993 | Эрих Блох                         | Оригинальный текст (англ.)For high speed computing. |
| 1994 | Томпсон, Кен                      | за разработку операционной системы UNIXОригинальный текст (англ.)For his work with UNIX. |
| 1994 | Ритчи, Деннис                     | за разработку операционной системы UNIXОригинальный текст (англ.)In recognition of contributions to the development of Unix. |
| 1994 | Harlan B. Mills                   | Оригинальный текст (англ.)In recognition of contributions to Structured Programming. |
| 1994 | Gerrit A. Blaauw                  | Оригинальный текст (англ.)In recognition of your contributions to the IBM System/360 Series of computers. |
| 1995 | Олсен, Кен                        | Оригинальный текст (англ.)For concepts and development of minicomputers. |
| 1995 | Минский, Марвин Ли                | за работы в области искусственного интеллекта |
| 1995 | Лэмпсон, Батлер В.                | Оригинальный текст (англ.)For early concepts and developments of the PC. |
| 1995 | David Evans                       | Оригинальный текст (англ.)For seminal work on computer graphics. |
| 1995 | Эстрин, Джеральд                  | Оригинальный текст (англ.)For significant developments on early computers. |
| 1996 | Антонин Свобода                   | Оригинальный текст (англ.)For the pioneering work leading to the development of computer research in Czechoslovakis and the design and construction of the SAPO and EPOS computers. |
| 1996 | Arnols Reitsakas                  | Оригинальный текст (англ.)For contributions to Estonia's computer age. |
| 1996 | Иван Пландер                      | Оригинальный текст (англ.)For the introduction of computer hardware technology into Slovakia and the development of the first control computer. |
| 1996 | Григоре Моисил                    | Оригинальный текст (англ.)For polyvalent logic switching circuits. |
| 1996 | Ромуальд Марчиньский              | Оригинальный текст (англ.)For pioneering work in the construction of the first Polish digital computers and contributions to fundamental research in computer architecture. |
| 1996 | Ляпунов, Алексей Андреевич        | разработал теорию операторных методов для абстрактного программирования и основал советскую кибернетику и программирование |
| 1996 | Лебедев, Сергей Алексеевич        | разработал и построил первый советский компьютер (МЭСМ) и основал советскую компьютерную промышленность |
| 1996 | Козма, Ласло                      | Оригинальный текст (англ.)For development of the 1930 relay machines, and going on to build early computers in post-war Hungary. |
| 1996 | Antoni Kilinski                   | Оригинальный текст (англ.)For pioneering work in the construction of the first commercial computers in Poland, and for the development of university curriculum in computer science. |
| 1996 | László Kalmár                     | Оригинальный текст (англ.)For recognition as the developer of a 1956 logical machine and the design of the MIR computer in Hungary. |
| 1996 | Кан, Роберт Эллиот                | за протоколы TCP/IP |
| 1996 | Илиев, Любомир                    | Оригинальный текст (англ.)A founder and influential leader of computing in Bulgaria; leader of the team that developed the first Bulgarian computer; made fundamental and continuing contributions to abstract mathematics and software.                                                                              |
| 1996 | Jiri Horejs                       | Оригинальный текст (англ.)For informatics and computer science. |
| 1996 | Jozef Gruska                      | Оригинальный текст (англ.)For the development of computer science in former Czechoslovakia with fundamental contributions to the theory of computing and extraordinary organizational activities. |
| 1996 | Глушков, Виктор Михайлович        | Оригинальный текст (англ.)For digital automation of computer architecture. |
| 1996 | Norbert Fristacky                 | Оригинальный текст (англ.)For pioneering digital devices. |
| 1996 | Кодд, Эдгар                       | Оригинальный текст (англ.)For the invention of the first abstract model for database management. |
| 1996 | Richard F. Clippinger             | Оригинальный текст (англ.)For computing laboratory staff member, Aberdeen Proving Ground, who converted the ENIAC to a stored program. |
| 1996 | Ангел Ангелов                     | Оригинальный текст (англ.)For computer science technologies in Bulgaria. |
| 1997 | Бетти Холбертон                   | за разработку первого сортирующего-объединяющего генератора для UNIVAC, который послужил толчком к первым идеям компиляции |
| 1997 | Homer (Barney) Oldfield           | Оригинальный текст (англ.)For pioneering work in the development of banking applications through the implementation of ERMA, and the introduction of computer manufacturing to GE. |
| 1998 | Ирвинг Джон Гуд                   | Оригинальный текст (англ.)For significant contributions to the field of computing as a Cryptologist and statistician during World War II at Bletchley Park, as an early worker and developer of the Colossus at Bletchley Park and on the University of Manchester Mark I, the world's first stored program computer. |
| 1999 | Фримэн, Герберт                   | за работу над первым компьютером Sperry Corporation — SPEEDAC, и последующий вклад в области компьютерной графики и обработки изображений |
| 2000 | Лопато, Георгий Павлович          | за работу над серией компьютеров «Минск», многомашинными комплексами и семейство мобильных компьютеров РВ |
| 2000 | Столяров, Геннадий Константинович | за работу над программным обеспечением компьютеров «Минск», программное обеспечение информационных систем, за распространение и продвижение концепций систем управления базами данных |
| 2000 | Harold W. Lawson                  | изобрёл переменную-указатель и ввёл эту концепцию в PL/I |
| 2001 | William H. Bridge                 | Оригинальный текст (англ.)For the marrying of computer and communications technology in the GE DATANET 30, putting terminals on peoples desks to communicate with and timeshare a computer, leading directly to the development of the personal computer, computer networking and the internet.                       |
| 2001 | Vernon Schatz                     | Оригинальный текст (англ.)For the development of Electronics Funds Transfer which made possible computer to computer commercial transactions via the banking system. |
| 2002 | Robert W. Bemer                   | Оригинальный текст (англ.)For meeting the world's needs for variant character sets and other symbols, via ASCII, ASCII-alternate sets, and escape sequences. |
| 2002 | Per Brinch Hansen                 | Оригинальный текст (англ.)For pioneering development in operating systems and concurrent programming, exemplified by work on the RC4000 multiprogramming system, monitors, and Concurrent Pascal. |
| 2003 | Martin Richards                   | Оригинальный текст (англ.)For pioneering system software portability through the programming language BCPL widely influential and used in academia and industry for a variety of prominent system software. |
| 2004 | Аллен, Фрэнсис Элизабет           | Оригинальный текст (англ.)For pioneering work establishing the theory and practice of compiler optimization. |
| 2006 | Арнольд Спилберг                  | Оригинальный текст (англ.)For recognition of contribution to real-time data acquisition and recording that significantly contributed to the definition of modern feedback and control processes. |
| 2006 | Mamoru Hosaka                     | Оригинальный текст (англ.)For recognition of pioneering activities within computing in Japan. |
| 2008 | Джин Бартик                       | за работу в качестве одного из первых программистов |
| 2008 | Edward J. McCluskey               | Оригинальный текст (англ.)For seminal contributions to the design and synthesis of digital systems over five decades, including the first algorithm for logic synthesis (the Quine-McCluskey method). |
| 2008 | Петри, Карл Адам                  | Оригинальный текст (англ.)For establishing Petri net theory in 1962, which not only was cited by hundreds of thousands of scientific publications but also significantly advanced the fields of parallel and distributed computing.                                                                                   |
| 2009 | Jean Sammet                       | Оригинальный текст (англ.)For pioneering work and lifetime achievement as one of the first developers and researchers in programming languages. |
| 2009 | Линн Конвей                       | Оригинальный текст (англ.)For contributions to superscalar architecture, including multiple-issue dynamic instruction scheduling, and for the innovation and widespread teaching of simplified VLSI design methods.                                                                                                   |
| 2011 | David Kuck                        | Оригинальный текст (англ.)For pioneering parallel architectures including the Illiac IV, the Burroughs BSP, and Cedar; and, for revolutionary parallel compiler technology including Parafrase and KAP Tools. |
| 2012 | Клив Моулер                       | за повышение качества математического программного обеспечения, за создание MATLAB |
| 2013 | Стивен Фербер                     | за пионерскую работу в качестве главного проектировщика 32-битного микропроцессора с системой команд RISC на платформе ARM |
| 2013 | Эдвард Фейгенбаум                 | за пионерскую работу в области искусственного интеллекта |
| 2014 | Линус Торвальдс                   | за пионерский подход к разработке ядра Linux на основе открытых исходных текстов |
| 2015 | Майкл Флинн                       | Оригинальный текст (англ.)For more than 50 years of leadership, which includes the creation of TCCA and SIGARCH, basic contributions to computer arithmetic, microarchitecture and multiprocessing, and quantitative analysis of microarchitectures.                                                                  |
| 2015 | Peter Kogge                       | Оригинальный текст (англ.)For the pioneering of three areas of computer architecture development of parallel algorithms for recurrence embodied in the Kogge-Stone adder, development of the multi-core microprocessor chip and the formalization of methods for designing the control of a computer pipeline.        |
| 2016 | Гради Буч                         | за работу по объектно-ориентированному моделированию, которая привела к созданию Unified Modeling Language |
| 2018 | Страуструп, Бьёрн                 | Оригинальный текст (англ.)For bringing object-oriented programming and generic programming to the mainstream with his design and implementation of the C++ programming language. |
| 2018 | Лисков, Барбара                   | Оригинальный текст (англ.)For pioneering data abstraction, polymorphism, and support for fault tolerance and distributed computing in the programming languages CLU and Argus. |
| 2018 | Брин, Сергей Пейдж, Ларри         | Оригинальный текст (англ.)For the creation of the Google search engine and leadership in creating ambitious products and research initiatives. |
| 2019 | Jitendra Malik                    | Оригинальный текст (англ.)For a leading role in developing Computer Vision into a thriving discipline through pioneering research, leadership, and mentorship. |
| 2019 | Laura M. Haas                     | Оригинальный текст (англ.)For pioneering innovations in the architecture of federated databases and in the integration of data from multiple, heterogeneous sources. |
| 2020 | Jack Dongarra                     | Оригинальный текст (англ.)For leadership in the area of high-performance mathematical software. |
| 2020 | Demetri Terzopoulos               | Оригинальный текст (англ.)For a leading role in developing computer vision, computer graphics, and medical imaging through pioneering research that has helped unify these fields and has impacted related disciplines within and beyond computer science.                                                            |
| 2021 | Moti Yung                         | Оригинальный текст (англ.)For transformative innovations in “Trust in Computation;” specifically, coinventing “Malicious Cryptography,” and pioneering contributions to “Distributed Cryptosystems.” |
| 2021 | Peter J. Denning                  | Оригинальный текст (англ.)For seminal contributions to virtual memory, the Internet infrastructure, and computing education. |
| 2022 | Христос Пападимитриу              | Оригинальный текст (англ.)For fundamental contributions to Computer Science, via the development of the theory of algorithms and complexity, and its application to the natural and social sciences. |
| 2022 | Дафна Коллер                      | Оригинальный текст (англ.)For contributions to representation, inference, and learning in probabilistic models with applications to computational biology and human health. |
| 2023 | Scott Shenker                     | Оригинальный текст (англ.)For pioneering contributions to scheduling and management of packet-switched networks, impacting the theory and practice of communication networks. |
| 2023 | Daniel S. Bricklin                | За создание VisiCalc, прообраза современных программ табличных вычислений. |
| 2024 | Fei-Fei Li                        | За вклад в развитие компьютерного зрения, в особенности, за создание ImageNet. |
| 2024 | Леонард Клейнрок                  | Оригинальный текст (англ.)For development of the mathematical theory of data networks, the technology underpinning the Internet. |